# Jesus Jones
Jesus Jones é uma banda de roque alternativo de Bradford-on-Avon, em Wiltshire, na Inglaterra. Foi formada no final de 1988. Gravou e se apresentou do final da década de 1980 até a década de 2000. Sua canção Right here, right now foi um sucesso mundial, e foi utilizada posteriormente em campanhas publicitárias. Também alcançaram sucesso com as canções Real Real Real, International Bright Young Thing e Info Freako.

## Carreira

### Formação eLiquidizer(1986-1989)
Incorporando elementos de estilos de música eletrônica como house e techno num formato indie rock, junto com outros grupos britânicos como  The Shamen, Pop Will Eat Itself e EMF, Jesus Jones foi um dos grandes nomes do cenário dance alternativo do início da década de 1990. No final de 1988, num feriado na Espanha, Mike Edwards, Iain Baker e Jerry DeBorg decidiram abandonar a banda a qual pertenciam no momento e formar sua própria banda. O nome da banda surgiu quando eles perceberam que eram três "Jones" sentados numa praia da Espanha e circundados por pessoas que tinham o nome de "Jesus".
Foram bem-recebidos pela crítica com seu álbum de 1989, Liquidizer, e em particular seu single Info Freak, que apresentava guitarras de roque que zumbiam, samples e sensibilidade hip-hop, o que era relativamente novo na época.

### DoubtePerverse(1990–1995)
Na primavera de 1990, Jesus Jones gravou seu segundo álbum, Doubt, mas sua gravadora foi forçada a adiar o seu lançamento até o início de 1991. O álbum vendeu bem, devido ao sucesso de Right here, right now. A canção fala sobre o abrupto fim da Guerra Fria. Em junho de 1990, a banda tocou no festival de Glastonbury.
Outros singles de Doubt foram Real, Real, Real e International Bright Young Thing. Em 1991, a banda foi o único nome britânico premiado no MTV Awards: no caso, na categoria "melhor artista novo". Em abril de 1991, a revista musical britânica NME noticiou que os ingressos para a turnê da banda nos Estados Unidos haviam esgotado antes que a banda chegasse ao país.
O álbum seguinte foi Perverse (1993), que, embora tenha vendido muito, não alcançou o sucesso mundial de Doubt. Perverse foi um dos primeiros álbuns de roque que foram gravados inteiramente em formato digital.

### AlreadyeLondon(1996–2003)
Depois do lançamento do álbum Perverse, a banda deu uma longa parada e só voltou ao estúdio de gravação em dezembro de 1996. Depois da gravação do quarto álbum, o baterista Gen deixou a banda antes que o álbum fosse lançado. Eles lançaram o quarto álbum, Already, em 1997. Logo depois, a banda se separou da sua gravadora, a EMI. Os meses finais da banda foram registrados no livro em PDF Death Threats From An 8 Year Old In The Seychelles, de Mike Edwards, que ficou disponível durante algum tempo no sítio eletrônico da banda. Os integrantes da banda se mantiveram em contato e voltaram com o novo baterista, Tony Arthy, com o álbum London, pela gravadora independente Mi5 Recordings. O álbum, no entanto, vendeu pouco. A EMI lançou a coletânea  Never Enough: the Best of Jesus Jones. Enquanto isso, a banda saiu da Mi5 da América do Norte e se juntou à recém-criada Mi5 Recordings UK.

### 2004-presente
Com exceção do lançamento do EP Culture Vulture em 2004, nenhum material novo foi lançado entre 2001 e 2018. Entretanto, em 2010, uma série de álbuns foi disponibilizada para download pela amazon.co.uk. Os seis álbuns continham concertos veiculados pela BBC. A maior parte era de EP's, porém alguns eram álbuns ao vivo. 
O single Right here, right now ressurgiu em 2006: num jingle da cadeia de lojas estadunidense Kmart; numa campanha da tevê CBS News; e numa propaganda da tevê TechTV. A montadora Ford Motors também usou a música em uma propaganda em 2010. Uma versão da música foi gravada pela banda neozelandesa The Feelers para ser usada como propaganda da copa do mundo de rúgbi de 2011. Em 2011, a banda lançou o álbum  The Collection & Other Rarities, que incluía muitos dos lados B da banda, assim como demos e outras raridades.
Em novembro de 2014, a EMI relançou os quatro álbuns da banda em CD e DVD. Além das faixas originais, os relançamentos incluíram sessões de rádio, lados B que haviam sido deletados, remixagens raras e versões alternativas. Os DVD's incluíram raras cenas de apresentações e outros extras.
Numa entrevista de 2015 para o jornal online Soot Magazine, o líder da banda Mike Edwards revelou que, além de regravar antigas músicas com novos arranjos, ele também estava preparando material para um novo álbum.
Desde meados da década de 2000, a banda tem voltado a tocar ao vivo. Em agosto de 2011, a banda fez uma pequena turnê (apelidada num pôster como "a menor turnê do mundo"), fazendo três apresentações na Austrália e uma no Japão. Em novembro de 2011, a banda estava agendada para tocar em Birmingham e Londres, porém as apresentações foram adiadas devido a uma doença do baixista Al Doughty. Elas finalmente aconteceram em janeiro de 2012. A banda excursionou pelo Reino Unido em dezembro de 2013 como parte da turnê Sleigh The UK, da banda The Wonder Stuff. Em março de 2015, retornou à Austrália e Nova Zelândia para uma turnê em cinco cidades.
Em 24 de dezembro de 2013, a banda anunciou a saída do baterista Tony Arthy. Ele havia estado na banda por treze anos, em substituição ao baterista original Simon 'Gen' Matthew, que havia saído após a difícil gravação do álbum Already. Em 1 de janeiro de 2014, a banda anunciou que Gen voltaria à banda.
A banda anunciou que um novo álbum seria lançado em 2017, e que ele se chamaria Passages. Em 9 de novembro de 2017, Iain Baker anunciou que o lançamento do álbum seria adiado para 20 de abril de 2018 devido a problemas de logística. O álbum foi finalmente lançado em 20 de abril de 2018 via PledgeMusic.

## Membros da banda
- Mike Edwards (nascido Michael James Edwards, em 22 de junho de 1964, educado no St Laurence Secondary School em Bradford on Avon, em Wiltshire, na Inglaterra) (Londres) – vocais, guitarras, teclados (1988–presente)
- Jerry De Borg (nascido Jerry de Abela Borg, em 30 de outubro de 1960, em Kentish Town, em Londres) – guitarras (1988–presente)
- Al Doughty (nascido Alan Jaworski, em 31 de janeiro de 1966, em Plymouth) – baixista (1988–presente)
- Iain Baker (nascido Iain Richard Foxwell Baker, em 29 de setembro de 1965, em Carshalton, em Surrey) – teclado, programação (1988–presente)
- Gen (nascido Simon Edward Robert Matthews, em 23 de julho de 1964, em Devizes, em Wiltshire) – bateria, percussão adicional (1988–1997 e 2014–present)

Ex-membros
- Tony Arthy – baterista (1999–2013)

## Discografia

### Álbuns de estúdio
| Ano  | Álbum      | Reino Unido | Estados Unidos | Vendas       |
| ---- | ---------- | ----------- | -------------- | ------------ |
| 1989 | Liquidizer | 31          | —              | - BPI: prata |
| 1991 | Doubt      | 1           | 25             | - BPI: ouro  |
| 1993 | Perverse   | 6           | 59             |              |
| 1997 | Already    | 161         | —              |              |
| 2001 | London     | —           | —              |              |
| 2018 | Passages   | —           | —              |              |
| 2018 | Voyages    | —           | —              |              |

### Compilações
- Scratched (1993) (somente no Japão)
- Greatest Hits (1999)
- Never Enough: The Best of Jesus Jones (2002)
- The Collection & Other Rarities (2011)

### EPs
- Culture Vulture (2004)
- How's This Even Going Down? (2016)

### Singles
| Ano  | Single                                                          | Posição máxima | Posição máxima | Posição máxima            | Posição máxima             | Álbum            |
| Ano  | Single                                                          | Reino Unido    | Estados Unidos | Estados Unidos Mainstream | Estados Unidos Alternativo | Álbum            |
| ---- | --------------------------------------------------------------- | -------------- | -------------- | ------------------------- | -------------------------- | ---------------- |
| 1989 | "Info Freako"                                                   | 42             | —              | —                         | —                          | Liquidizer       |
| 1989 | "Never Enough"                                                  | 42             | —              | —                         | —                          | Liquidizer       |
| 1989 | "Bring It on Down"                                              | 46             | —              | —                         | —                          | Liquidizer       |
| 1990 | "Real Real Real"                                                | 19             | 4              | —                         | 26                         | Doubt            |
| 1990 | "Right Here, Right Now"                                         | 31             | 2              | 7                         | 1                          | Doubt            |
| 1990 | "International Bright Young Thing"                              | 7              | —              | —                         | 6                          | Doubt            |
| 1991 | "Who? Where? Why?"                                              | 21             | —              | —                         | —                          | Doubt            |
| 1991 | "Right Here, Right Now" (relançamento)                          | 31             | —              | —                         | —                          | Doubt            |
| 1991 | "Welcome Back Victoria" (promo)                                 | —              | —              | —                         | —                          | Doubt            |
| 1992 | "The Devil You Know"                                            | 10             | —              | —                         | 1                          | Perverse         |
| 1993 | "The Right Decision"                                            | 36             | —              | —                         | 12                         | Perverse         |
| 1993 | "Zeroes and Ones"                                               | 30             | —              | —                         | —                          | Perverse         |
| 1997 | "The Next Big Thing"                                            | 49             | —              | —                         | —                          | Already          |
| 1997 | "Chemical No.1"                                                 | 71             | —              | —                         | —                          | Already          |
| 2002 | "Nowhere Slow"                                                  | —              | —              | —                         | —                          | London           |
| 2002 | "Come on Home"                                                  | —              | —              | —                         | —                          | London           |
| 2002 | "In the Face of All of This"                                    | —              | —              | —                         | —                          | London           |
| 2005 | "Right Here Right Now" (Robbie Rivera apresentando Jesus Jones) | —              | —              | —                         | —                          | single sem álbum |
| 2016 | "How's This Even Going Down?"                                   | —              | —              | —                         | —                          | Passages         |
| 2016 | "Suck It Up"                                                    | —              | —              | —                         | —                          | Passages         |

### Vídeo-álbums
- Big in Alaska (1991)

### Outros
- 1989, The Food Christmas EP 1989 (EP com Crazy Head e Diesel Park West)
- 1990, Live (também conhecido como Move Mountains & 4 More) (EP ao vivo, só nos Estados Unidos)
- 1991, Who? Where Why? (Crisis Mix) (Remix EP)
- 1991, Live in Alaska (VHS ao vivo, só na Alemanha)
- 1993, A Perverse Conversation with Jesus Jones (entrevista, só nos Estados Unidos)
- 1993, Zeroes & Heroes (EP duplo)
- 1997, 4 Track Sampler for Promo Only (EP promocional)
- 1998, Back 2 Back Hits (seleção das melhores, com EMF)
- 2002, Never Enough The Best of Jesus Jones (Vídeos DVD)
- 2003, Live at the Marquee (DVD ao vivo)
- 2005, Live at the Marquee (álbum ao vivo, para download)
- 2008, The Remixes (álbum de remix para download)
- 2010, BBC in Concert 26th February 1991 (álbum ao vivo, para download)